# Monster (album Oomph!)
Monster – dziesiąty studyjny album niemieckiego zespołu Oomph!, wydany 22 sierpnia 2008 roku. Okładka albumu wybrana została spośród prac nadesłanych przez fanów na ogłoszony przez zespół konkurs, podobnie jak było w przypadku Issues KoЯnu. Zwycięską okładkę zespół zaprezentował 23 lipca 2008 roku na swoim profilu na stronie Myspace.
Pierwszy singel z płyty, Wach auf!, wydany został na początku 2008 roku, promując film Obcy kontra Predator 2. Teledysk do następnego singla, Beim ersten Mal tut's immer weh, wydano 14 lipca, zaś do trzeciego, Labyrinth, 12 sierpnia. 12 listopada zaprezentowano teledysk do Auf Kurs. Zespół udostępnił cały album 14 sierpnia na Myspace. Trzy dni później, na pięć dni przed oficjalną premierą, płyta wyciekła do sieci p2p.

## Lista utworów
1. „Beim ersten Mal tut’s immer weh” (Za pierwszym razem zawsze boli) – 4:01
2. „Labyrinth” (Labirynt) – 4:13
3. „6 Fuß tiefer” (Sześć stop pod ziemią) – 3:32
4. „Wer schön sein will muss leiden” (Kto chce być piękny musi cierpieć) – 3:04
5. „Die Leiter” (Drabina) – 3:50
6. „Lass mich raus” (Pozwól mi wyjść) – 4:20
7. „Revolution” (Rewolucja) – 3:54
8. „Auf Kurs” (Zgodnie z kursem) – 3:35
9. „Bis zum Schluss” (Do końca) – 4:04
10. „In deinen Hüften” (W twych biodrach) – 3:48
11. „Wach auf!” (Obudź się!) – 3:30
12. „Geborn zu sterben” (Urodzony, by umrzeć) – 3:41
13. „Brich aus” (Uciekaj!) – 3:40